# À 20 ans (singel Amel Bent)
À 20 ans drugi singel promujący drugi solowy album Amel Bent – À 20 ans. 
Autorami tekstu są: Diam's, Amel Bent oraz Grégory Gallerne.